# Бебии
Бе́бии (лат. Baebii; gens Bèbia) — плебейский род в Древнем Риме. Вошёл в состав римской элиты в конце III века до н. э., когда отдельные его представители начали занимать курульные должности.

## Известные носители
- Квинт Бебий Тамфил (ум. после 218 до н. э.), дипломат, вел переговоры с Ганнибалом.
- Квинт Бебий Геренний, народный трибун 216 года до н. э.
- Квинт Бебий, народный трибун 200 года до н. э.
- Луций Бебий Див (ум. 189 до н. э.), претор 189 года до н. э.
- Гней Бебий Тамфил:[править]  -  Гней Бебий Тамфил — народный трибун 204 года до н. э., претор 199 года до н. э. и консул 182 года до н. э.;
  -  Гней Бебий Тамфил — претор 168 года до н. э. и легат в следующем году;
  -  Гней Бебий Тамфил Вала Нумониан — квестор, претор и проконсул в неустановленное время.
- Марк Бебий Тамфил (ум. после 180 до н. э.), консул 181 года до н. э.
- Квинт Бебий Сулка (ум. после 173 до н. э.), претор 175 года до н. э.
- Луций Бебий, посланник при царе Персее в Македонии в 169 году до н. э.
- Марк Бебий, сын Квинта, Тамфил (II в. до н. э.), монетарий, по одной из версий, в 137 году до н. э.
- Гай Бебий (ум. после 111 до н. э.), народный трибун 111 года до н. э.
- Бебий, плебейский трибун около 103 года до н. э., предполагаемый сын монетария 137 до н. э[2].;
- Марк Бебий (ум. 57 до н. э.), военный трибун, воевавший в Македонии в 57 до н. э.;
- Авл Бебий, всадник, воевавший в Испании в 45 до н. э.;
- Бебий, сенатор 44 года до н. э.
- Бебий Макр, адресат одного письма Плиния Младшего.
- Бебий Масса (ум. после 93[2]), наместник провинции Бетика в Испании.
- Публий Бебий Италик, консул-суффект 90 года.
- Луций Бебий Тулл, консул-суффект 95 года.
- Квинт Бебий Макр, консул-суффект 103 года.